# Restaurant Solstrålen
Restaurant Solstrålen er en amerikansk stumfilm fra 1920 af Lloyd Ingraham.

## Medvirkende
- Douglas MacLean som John P. Widgast
- Doris May som Beatrice Ridley
- Walter Hiers som Charley Pidgeon
- William Buckley som Robert Ridley
- Norris Johnson som Helen Widgast
- Alice Claire Elliott som Gwendolyn Pidgeon
- Alice Wilson som Sylvia Pennywise
- Margaret Livingston som Madge Mitchell
- J. P. Lockney som Tyrus Trotman